# Desa Mojokerto (administrativ by i Indonesien, lat -7,50, long 111,03)
Desa Mojokerto är en administrativ by i Indonesien.   Den ligger i provinsen Jawa Tengah, i den västra delen av landet, 500 km öster om huvudstaden Jakarta.